# مايكل موريسي (كاتب)
مايكل موريسي (بالإنجليزية: Michael Morrissey)‏ (1942)؛ شاعر وروائي نيوزيلندي. درس في جامعة أوكلاند.